# Rugarlo
Rugarlo è una frazione del comune di Bardi, in provincia di Parma.
La località dista 4,04 km dal capoluogo.

## Geografia fisica
La frazione appenninica di Rugarlo sorge alla quota di 571 m s.l.m. sul versante sinistro della val Ceno, alle pendici dei monti Pelizzone e Caramento. Salendo verso questi ultimi si trovano a poca distanza le località di Brugnoli, alla quota di 592 m s.l.m., Casabianca, alla quota di 745 m s.l.m., e Bertonazzi, alla stessa quota.

## Storia
Il territorio di Rugarlo risultava abitato già in epoca romana, come testimoniato dal rinvenimento nel XIX secolo di alcuni embrici incisi con le parole EROTIS e SABINI.
Nel 1167 le terre e la chiesa di Villam Riogavuli furono donate, insieme ad altri beni, al monastero di San Salvatore di Val di Tolla da parte dell'imperatore del Sacro Romano Impero Federico Barbarossa.
Nel 1216 Guglielmo Pallavicino alienò ad Alberico Landi i diritti su vari castelli e su numerose terre della val Ceno; il nipote Guglielmo I divenne in seguito signore di Rugarlo e di gran parte della vallata.
Il borgo di Rugarlo fece da allora parte dello Stato Landi, appartenuto quasi ininterrottamente alla casata fino al 1682, quando fu aggregato al ducato di Parma e Piacenza.
Verso la fine del XVIII secolo la due vicine chiese di Rugarlo e Chiesabianca furono unite per costituire un'unica parrocchia.
In seguito all'abolizione dei diritti feudali sancita da Napoleone per l'ex ducato nel 1805, Rugarlo, con Chiesabianca, divenne frazione del nuovo comune (o mairie) di Bardi.

## Monumenti e luoghi d'interesse

### Oratorio di San Martino

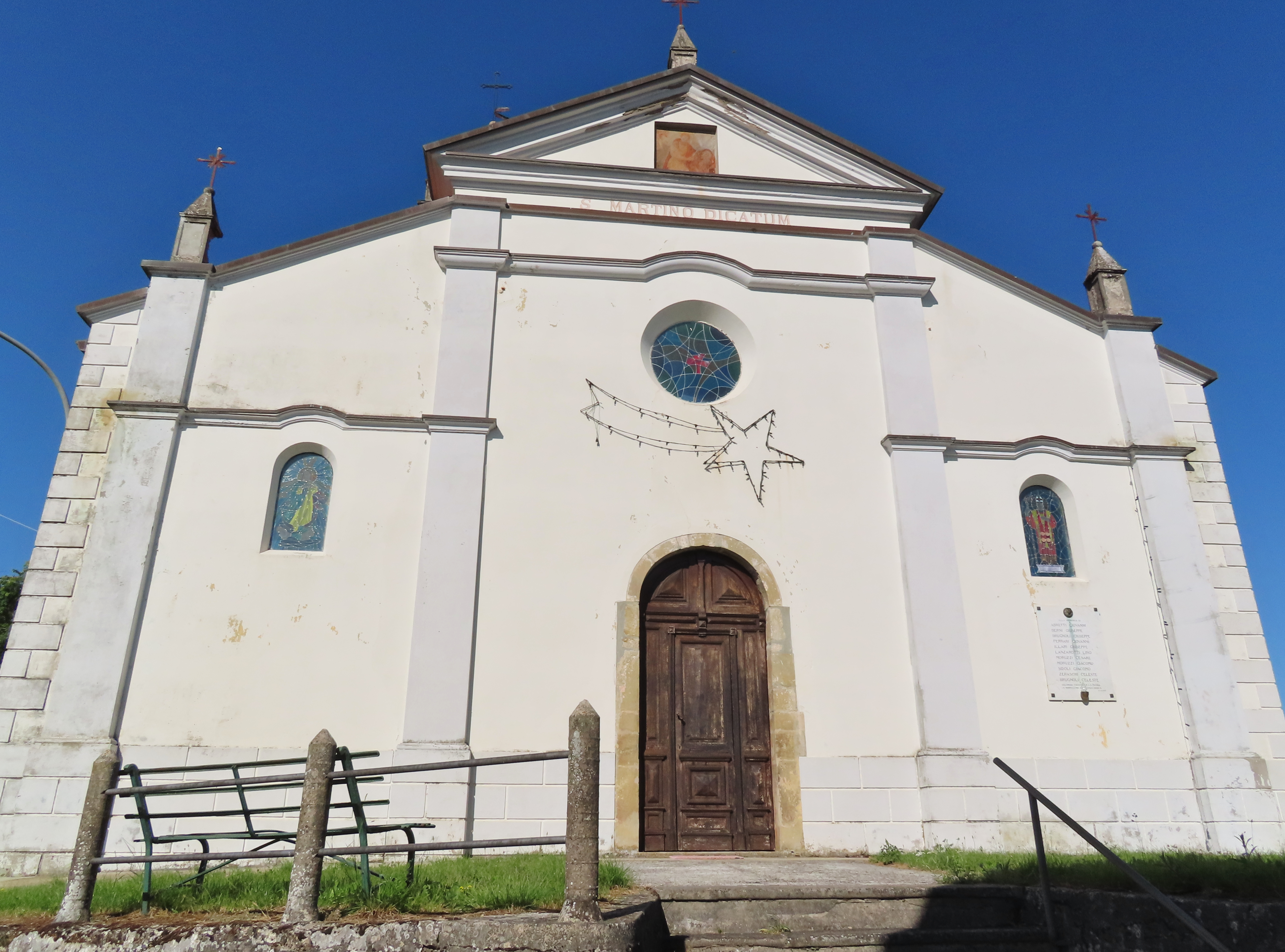
Oratorio di San Martino

Menzionato per la prima volta nel 1167, l'oratorio fu ricostruito in forme neoclassiche alla fine del XVIII secolo. Il luogo di culto, caratterizzato dalla facciata a salienti scandita da lesene, si sviluppa su un impianto a tre navate, scandite da tre ampie arcate a sesto ribassato rette da pilastri.

### Oratorio di San Lorenzo

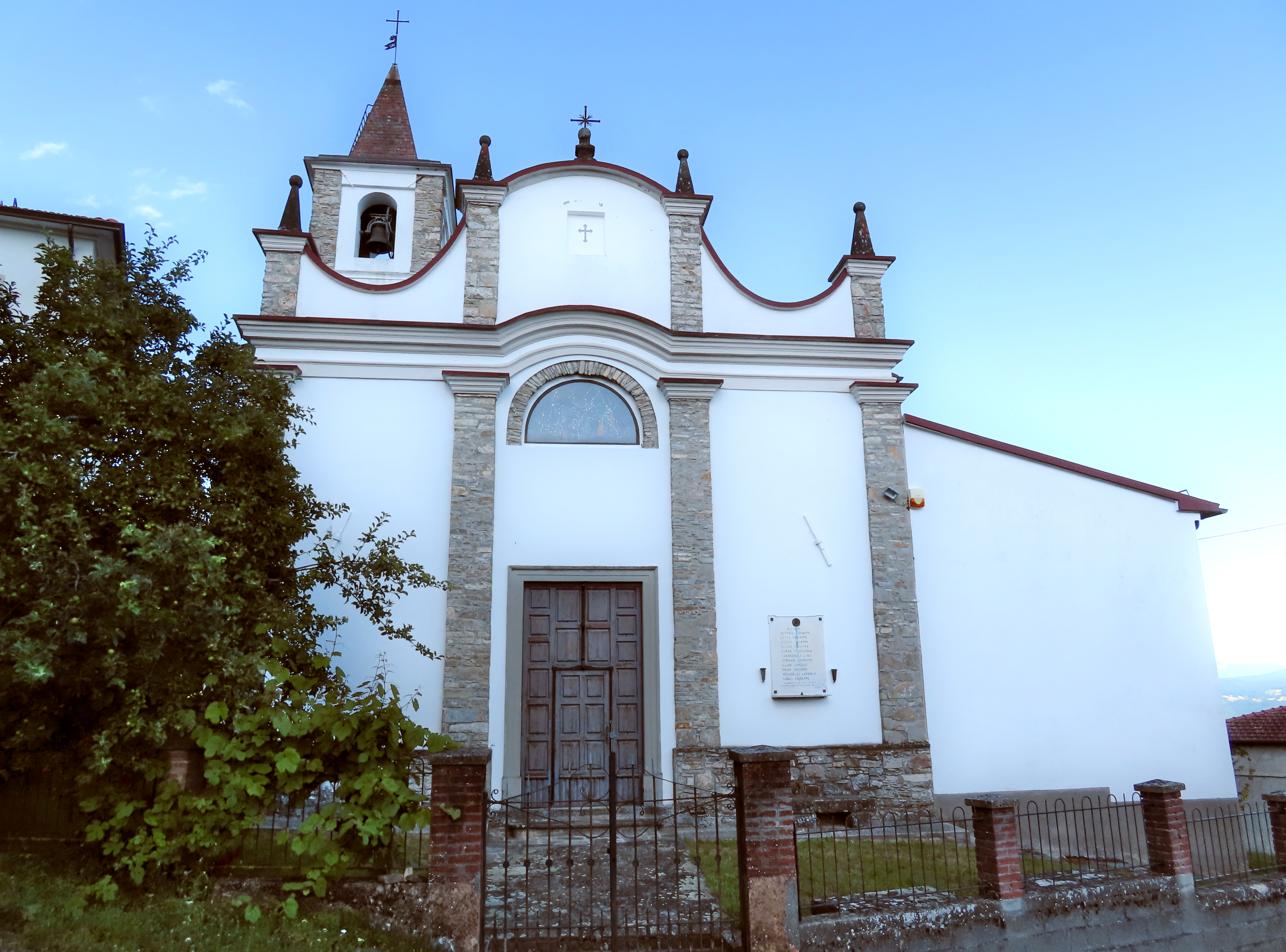
Oratorio di San Lorenzo

Menzionato per la prima volta nell'XI secolo, l'oratorio di Chiesabianca fu ampliato presumibilmente entro il XIV secolo; ristrutturato in seguito in forme barocche, fu dotato del campanile nel XIX secolo; risistemato nelle coperture e nella torre campanaria tra il 1958 e il 1961, fu consolidato strutturalmente nel 1981. Il luogo di culto, caratterizzato dalla facciata intonacata tripartita da un doppio ordine di lesene doriche, è affiancato da tre cappelle per lato.